# 2004年澳門華榕大廈縱火案
澳門華榕大廈縱火案發生於2004年10月12日凌晨，為一宗造成1死3傷的家庭倫常慘劇，也是繼澳門永亨總行（現稱華僑銀行中心）大火後另一宗消防失誤事故。
案中的男戶主在賭場輸掉約600萬澳門元後返回位於葡京酒店對面的華榕大廈寓所，後與妻子發生爭執，接着更用菜刀斬死其妻子，並將寓所的大門反鎖，在住所內縱火燒屋，企圖將同屋親戚一併燒死。其後消防隊到場救援，但期間雲梯車發生故障，以致屋內其中兩名男女需利用床單爬窗逃生。最後消防員破門入屋，連同在場警員把兇徒制服，並救出屋內所有人。
事後司警在房間發現一具燒焦女屍，並證實是被斬死的女戶主。而案中的男戶主亦被司警拘捕，他最終在2005年9月27日被法院判處29年徒刑（其後經上訴改判24年徒刑）。

## 案發經過

### 事發前
早在事發之前的一天（10月11日），大廈發生懷疑有單位泄漏石油氣的事件，有住戶到管理處投訴，但大廈管理員以「處理事件會令其撰寫麻煩報告」為由不予受理，引致其住戶不滿，於是直接報警而驚動消防隊到場，到場後並未發現有任何異樣，但發現大廈的大部份消防設備已被移走，遂通知管理員轉達管理公司，要求管理公司跟進事件。最終大廈管理員得對事件撰寫「麻煩報告」。
而案中的湖南長沙籍犯人陳堅在當晚到賭場「搏殺」，結果輸掉約澳門幣六百萬元。

### 殺妻放火
2004年10月12日凌晨4時許，陳堅返回華榕大廈7樓的寓所，入屋後顯得精神失常，與其妻子黃淑君發生口角。在爭執中，陳把妻子推入睡房內，以菜刀亂斬其妻子頭部及身體其他部位，其妻子身中20多刀後不支倒地死亡。期間驚動了同居的親人，而陳手持菜刀逼他們返回自己房間，並不許報警，表示會放石油氣引起爆炸而同歸於盡。
隨後陳堅在女死者倒臥的睡房內淋上易燃液體，並點火焚燒，又用大量報紙在廚房內縱火，並將一個石油氣罐放置於點燃的報紙堆上，企圖製造爆炸。其後火勢迅速蔓延，濃煙從女戶主的睡房露台噴出，湧向大廈高層其他單位。

### 誤報案發地點

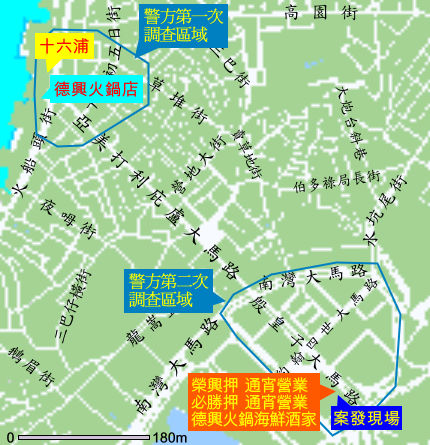
女傭誤報使警方不能即時找到案發位置

期間在房內的泰籍女傭以手提電話報警求助，稱發生血案。但由於傭工對現場所在位置並不熟悉，報警時把事發現場殷皇子大馬路說成是亞美打利庇盧大馬路，並指是在一間火鍋店附近的大廈。結果使警員在火船頭街與十六浦一帶尋找事發地點，但未有發現。
及後警方再收到第二次的報案電話，並根據報案內容到殷皇子大馬路與約翰四世大馬路一帶調查。約20分鐘後，終於確定位置是在殷皇子大馬路華榕大廈7樓。

### 入屋救人
隨後多名治安警察局警員、司警探員和消防員先後抵達現場，協助疏散現場上面多個住戶，並持盾牌上樓與陳堅對峙。陳堅在單位內拒絕開門，並稱已經放火；陳堅稍後在露台向殷皇子大馬路投擲多張港幣1000圓鈔票。現場隨後更傳出燒焦氣味，消防員即時到場爆門，把鐵閘爆開和把木門破洞後，發現陳堅在單位客廳揮舞菜刀，並利用矮櫃頂住木門，阻止消防員入屋。20分鐘後，消防員成功爆開木門，由於當時單位內滿佈濃煙，期間女傭手抱陳堅的8歲養女，連同女戶主胞妹首先從木門逃出單位，而陳堅在濃煙掩護下企圖逃離現場，但被在場消防員及司警探員當場制服。
期間現場火勢非常猛烈，女死者房間由濃煙燒出明火，而女死者胞弟及其朋友當時正在起火房間隔壁的客房內。消防隊在大廈外架設雲梯車準備救援，但雲梯車卻發生故障，屋內兩人情急之下利用床單綑綁於窗框上，由7樓爬出大廈外牆，再沿牆外冷氣機及喉管跳落4樓平台，僅手部受輕傷。而在場圍觀的遊客和賭客亦有見及此向在場消防員喝倒采。 
隨後消防局派出煙帽隊進入現場單位灌救。由於在場雲梯車失靈，消防員不能即時由外牆接近起火單位，其後消防局再派出另一輛雲梯車到場。火勢在消防員破門入內後10分鐘受到控制。而案發時有9名住客往天台逃生。

## 調查
治安警察局及司法警察局早上分別派員到場調查。現場單位被嚴重焚燬，消防員在一間睡房內發現一具燒焦屍體。死者被燒至難以辨認，但初步證實為單位女戶主黃淑君，警方在她的身上發現超過20處明顯刀傷。其遺體被送往山頂醫院殮房，剖驗後再進一步確定死因及身份。
治安警事後亦帶同陳堅返回現場重組案情，並搜集證物，調查逾5個小時後離開。而陳堅被警方落案控以謀殺及縱火等至少兩項罪名，並即時被送往檢察院審理。

## 對事件的批評
案件惹來坊間強烈批評，指救人過程中雲梯竟然出現故障，使被困人士需自行從窗戶跳下逃生。而澳門消防局於同日早上召開記者會對事件向公眾交待，但發言人表示是因為當時樓底的街燈和當鋪霓虹燈箱發出的光線，使消防員不能看清火警現場的實際位置，才導致救人和救火上的困難，而有關故障的雲梯車正在維修。消防局發表的如此解釋，被普遍認為消防局是在推卸責任。
而事件亦顯露出澳門博彩業促進發展所帶來的負面效果。

## 判刑
最後陳堅被控以1項殺妻、5項企圖謀殺、1項放火燒屋及4項脅迫的罪名而遭到起訴。2005年9月27日，法院裁定陳堅全部罪名成立，合計判監57年，但由於澳門法律規定最高刑期只有30年，因此判處陳堅監禁29年（其後經上訴改判監禁24年），另賠償死者家屬澳門幣80萬元。

## 備註
1. ↑  在火船頭街和殷皇子大馬路都分別有一家德興火鍋海鮮酒家的火鍋店。[參⁠ 2]
2. ↑  當時在殷皇子大馬路裝設的仍是4層樓高的直立式街燈，並未更換為半層樓高的歐陸式古典街燈。
3. ↑   註: